# Aldridge (Engeland)
Aldridge is een plaats in het bestuurlijke gebied Walsall, in het Engelse graafschap West Midlands. Aldridge komt in het Domesday Book (1086) voor als 'Alrewic'.

## Bekende personen

### Woonachtig
- Tom Davies, YouTuber